# S.W.A.T.: Перехресний вогонь
«S.W.A.T.: Перехресний вогонь» (англ. S.W.A.T.: Firefight) — американський кримінальний бойовик 2011 року, знятий режисером Бенні Бумом, який випущений direct-to-video і на DVD. Фільм є продовженням «S.W.A.T.: Спецназ міста янголів» 2003 року, що заснований на телесеріалі «S.W.A.T.» 1975 року. Незважаючи на назву, у фільмі немає нікого з оригінального акторського складу, а також жодних згадок про попередній фільм.
Продовження «Перехресного вогню» вийшло 2017 року під назвою «Спецназ: В облозі».

## Акторський склад
- Гебріел Махт — сержант Пол Катлер
- Роберт Патрік — Волтер Гетч
- Карлі Поуп — Кім Баєрс
- Шеннон Кейн — Лорі Бартон
- Джанкарло Еспозіто — інспектор Голландер
- Крістанна Локен — Роуз Вокер
- Метт Бушелл — Денні Стоктон
- Ніколас Гонсалес у ролі Джастін Келлоґ
- Міка Гауптман — Річард Манді
- Джино Пезі — Вейн Волпорт
- Кевін Філліпс — Кайл Воттерс
- Денніс Норт — капітан Саймон